# 田邉広子
田邉 広子（たなべ ひろこ、1966年10月14日 - ）は、愛知県名古屋市出身の女子バスケットボール選手・指導者である。ポジションはG。コートネームは「キビ」。

## 来歴
名古屋市立守山中学校では井上眞一コーチの元、連覇に貢献、「スーパー中学生」として名を馳せた。高校は当時無名だった名古屋短大高（現・桜花学園）に進み、2年時に地元で開催されたインターハイで母校の全国大会初出場に導く。
卒業後は日立戸塚に入社。
1986年には全日本にも選ばれ、1990年世界選手権にも出場した。
その後、積水化学に移籍。1991-92シーズンはアシスタントコーチも兼任。
1996年現役引退。中学時代の恩師である井上の誘いを受け、母校の名古屋短大高にてアシスタントコーチを務め、高校三冠に導いた。そのときの教え子に山田久美子、三木聖美、渡邉温子、さらに積水化学でも指導にも当たる林五十美らがいる。
1997年、積水化学アシスタントコーチに復帰。
1998年、日立那珂に移籍するとともに現役復帰。Wリーグ昇格へ導き2度目の引退。アシスタントコーチに転じる。
2002年退団。
2003年、三菱電機アシスタントコーチに就任。WIに降格した2006年、ヘッドコーチに昇格。WJBLで炭田久美子、李玉慈に次いで3人目の女性ヘッド就任となる。WIでは連覇をするもののWリーグ復帰は果たすことなく2008年退任。
同年、桜花学園高アシスタントコーチに復帰。
その後、女子日本代表の通訳を経て、現在はトヨタ自動車アンテロープス総括。

## 経歴
- 名古屋短大高 - 日立戸塚 - 積水化学 - 日立那珂

## 日本代表歴
- 1990世界選手権